# Jaskółcza Skarpa
Jaskółcza Skarpa – użytek ekologiczny, lessowa skarpa w miejscowości Góra (3 km na południe od Sierakowa). Leży na terenie Sierakowskiego Parku Krajobrazowego.
Skarpa ma około 10 metrów wysokości i około 55 metrów długości. U podnóża znajduje się łąka z ekstensywnie wykorzystywanym boiskiem piłkarskim i drogą polną. Rejon skarpy porośnięty jest roślinnością kserotermiczną z elementami flory o charakterze pionierskim. Pod względem biotopu teren przypomina terasy zalewowe dużych rzek. Jaskółcza Skarpa jest jedynym znanym stanowiskiem jaskółki brzegówki w gminie Sieraków, w związku z czym w 2006 został tu utworzony użytek ekologiczny.
Na miodnych murawach w rejonie skarpy rosną następujące rośliny: krwawnik pospolity, farbownik lekarski, oset zwisły, chaber bławatek, chaber driakiewnik, cykoria podróżnik, powój polny, przymiotno kanadyjskie, żmijowiec zwyczajny, świerzbnica polna, driakiew gołębia, mierznica czarna, komonica zwyczajna, nostrzyk biały, koniczyna polna i wyka ptasia.